# Nicola Olyslagers
Nicola Olyslagers, z domu McDermott (ur. 28 grudnia 1996) – australijska lekkoatletka specjalizująca się w skoku wzwyż.
Jej pierwszą międzynarodową imprezą mistrzowską był światowy czempionat juniorów w Eugene, podczas którego nie zdołała awansować do finału. Rok później zajęła 4. miejsce na uniwersjadzie. Bez awansu do finału uczestniczyła w mistrzostwach świata w 2017 i 2019. W 2018 sięgnęła po brąz igrzysk Wspólnoty Narodów. W 2021 zdobyła srebro igrzysk olimpijskich w Tokio, ustanawiając nowy rekord Australii i Oceanii w skoku wzwyż. Brązowa medalistka mistrzostw świata (2023), złota podczas halowego czempionatu globu w Glasgow (2024) oraz wicemistrzyni olimpijska z Paryża w tym samym roku. W 2025 obroniła tytuł halowej mistrzyni świata.
Wielokrotna złota medalistka mistrzostw Australii.
Rekordy życiowe: stadion – 2,03 (17 września 2023, Eugene oraz 27 stycznia 2024, Canberra) rekord Australii i Oceanii; hala – 1,99 (1 marca 2024, Glasgow).
W kwietniu 2022 wyszła za mąż za Rhysa Olyslagersa. Od tego czasu startuje jako Nicola Olyslagers.

## Osiągnięcia
| Rok  | Impreza                     | Miejsce    | Lokata            | Wynik |
| ---- | --------------------------- | ---------- | ----------------- | ----- |
| 2014 | Mistrzostwa świata juniorów | Eugene     | el. – 16. miejsce | 1,79  |
| 2015 | Uniwersjada                 | Gwangju    | 4. miejsce        | 1,80  |
| 2017 | Mistrzostwa świata          | Londyn     | el. –             | NH    |
| 2017 | Uniwersjada                 | Tajpej     | 7. miejsce        | 1,88  |
| 2018 | Igrzyska Wspólnoty Narodów  | Gold Coast | 3. miejsce        | 1,91  |
| 2018 | Puchar interkontynentalny   | Ostrawa    | 5. miejsce        | 1,87  |
| 2019 | Mistrzostwa świata          | Doha       | el. – 15. miejsce | 1,89  |
| 2021 | Igrzyska olimpijskie        | Tokio      | 2. miejsce        | 2,02  |
| 2022 | Mistrzostwa świata          | Eugene     | 5. miejsce        | 1,96  |
| 2022 | Igrzyska Wspólnoty Narodów  | Birmingham | –                 | DNS   |
| 2023 | Mistrzostwa świata          | Budapeszt  | 3. miejsce        | 1,99  |
| 2024 | Halowe mistrzostwa świata   | Glasgow    | 1. miejsce        | 1,99  |
| 2024 | Igrzyska olimpijskie        | Paryż      | 2. miejsce        | 2,00  |
| 2025 | Halowe mistrzostwa świata   | Nankin     | 1. miejsce        | 1,97  |